# Bill Forrester
William Ronald Forrester Jr. (Darby, 18 dicembre 1957) è un ex nuotatore statunitense.

## Carriera
Fortemente specializzato nella farfalla e nello stile libero, annovera nel proprio palmarès una medaglia di bronzo ai Giochi Olimpici e tre medaglie d'oro conquistate ai campionati mondiali.

## Palmarès
- Giochi olimpici estivi

Montreal 1976: bronzo nei 200m farfalla.
- Mondiali

Cali 1975: oro nei 200m farfalla e bronzo nei 100m farfalla.
Berlino 1978: oro nei 200m stile libero e nella staffetta 4x200m stile libero e bronzo nei 400m stile libero.